# Mistrovství světa juniorů v ledním hokeji 1980
Mistrovství světa juniorů v ledním hokeji 1980 se konalo 27. prosince 1979 až 2. ledna 1980 ve finských městech Helsinky a Vantaa.

## Výsledky

### Modrá skupina
27.12.1979

Švédsko - SRN 5:1 (1:0, 2:1, 2:0)

ČSSR - USA 7:3 (1:1, 1:1, 5:1)

28.12.1979

Švédsko - USA 5:5 (3:1, 2:2, 0:2)

ČSSR - SRN 13:4 (5:1, 5:1, 3:2)

30.12.1979

SRN - USA 5:2 (3:0, 0:2, 2:0)

Švédsko - ČSSR 10:4 (3:1, 4:0, 3:3)
| Tým        | Z | V | R | P | GS | GI | B |
| ---------- | - | - | - | - | -- | -- | - |
| 1. Švédsko | 3 | 2 | 1 | 0 | 20 | 10 | 5 |
| 2. ČSSR    | 3 | 2 | 0 | 1 | 24 | 17 | 4 |
| 3. SRN     | 3 | 1 | 0 | 2 | 10 | 20 | 2 |
| 4. USA     | 3 | 0 | 1 | 2 | 10 | 17 | 1 |

### Zlatá skupina
27.12.1979

Finsko - Kanada 2:1 (1:0, 0:1, 1:0)

SSSR - Švýcarsko 6:0 (1:0, 3:0, 2:0)

28.12.1979

SSSR - Kanada 8:5 (4:1, 1:3, 3:1)

Finsko - Švýcarsko 19:1 (6:0, 6:0, 7:1)

30.12.1979

Kanada - Švýcarsko 9:5 (4:1, 2:2, 3:2)

SSSR - Finsko 2:1 (1:0, 0:0, 1:1)
| Tým          | Z | V | R | P | GS | GI | B |
| ------------ | - | - | - | - | -- | -- | - |
| 1. SSSR      | 3 | 3 | 0 | 0 | 16 | 6  | 6 |
| 2. Finsko    | 3 | 2 | 0 | 1 | 22 | 4  | 4 |
| 3. Kanada    | 3 | 1 | 0 | 2 | 15 | 15 | 2 |
| 4. Švýcarsko | 3 | 0 | 0 | 3 | 6  | 34 | 0 |

### Finálová skupina
zápasy Švédsko - ČSSR (10:4) a SSSR - Finsko (2:1) za započítávaly ze základní skupiny

1.1.1980

Finsko - Švédsko 3:2 (0:1, 3:0, 0:1)

SSSR - ČSSR 6:2 (0:1, 1:1, 5:0)

2.1.1980

Finsko - ČSSR 4:2 (1:1, 1:1, 2:0)

SSSR - Švédsko 2:1 (0:1, 2:0, 0:0)
| Tým        | Z | V | R | P | GS | GI | B |
| ---------- | - | - | - | - | -- | -- | - |
| 1. SSSR    | 3 | 3 | 0 | 0 | 10 | 4  | 6 |
| 2. Finsko  | 3 | 2 | 0 | 1 | 8  | 6  | 4 |
| 3. Švédsko | 3 | 1 | 0 | 2 | 13 | 9  | 2 |
| 4. ČSSR    | 3 | 0 | 0 | 3 | 8  | 20 | 0 |

### Skupina o udržení
zápasy SRN - USA (5:2) a Kanada - Švýcarsko (9:5) za započítávaly ze základní skupiny

1.1.1980

Kanada - USA 4:2 (0:0, 3:2, 1:0)

SRN - Švýcarsko 4:2 (2:1, 1:0, 1:1)

2.1.1980

Kanada - SRN 6:1 (1:0, 4:0, 1:1)

USA - Švýcarsko 9:5 (1:1, 4:2, 4:2)
| Tým          | Z | V | R | P | GS | GI | B |
| ------------ | - | - | - | - | -- | -- | - |
| 5. Kanada    | 3 | 3 | 0 | 0 | 19 | 8  | 6 |
| 6. SRN       | 3 | 2 | 0 | 1 | 10 | 10 | 4 |
| 7. USA       | 3 | 1 | 0 | 2 | 13 | 14 | 2 |
| 8. Švýcarsko | 3 | 0 | 0 | 3 | 12 | 22 | 0 |

## Soupisky
SSSR
Brankáři: Dmitrij Saprykin, Jurij Nikitin

Obránci: Valerij Michajlov, Dmitrij Jerastov, Alexej Bevz, Viktor Glušenkov, Igor Panin, Jevgenij Popišin

Útočníci: Andrej Morozov, Igor Morozov, Vladimir Krutov, Igor Larionov, Sergej Světlov, Jevgenij Šastin, Vladimir Golovkov, Michail Panin, Vladimir Šašov, Alexander Zybin, Igor Rachmatulin, Igor Bubenščikov.
 Finsko
Brankáři: Jari Paavola, Ilmo Uotila, Ari Timosaari

Obránci: Reijo Ruotsalainen, Juha Huikari, Jari Järvinen, Timo Blomqvist, Risto Tuomi, Kari Suoraniemi, Jari Munck, Jussi Lepistö, Jyrki Seppä

Útočníci: Jari Kurri, Kari Jalonen, Ari Lähteenmäki, Pekka Arbelius, Mika Helkearo, Jouni Koutuaniemi, Anssi Melametsä, Jarmo Mäkitalo, Tony Arima, Pekka Tuomisto, Harri Haapaniemi.
 Švédsko
Brankáři: Lars Eriksson, Peter Åslin

Obránci: Tommy Samuelsson, Torbjörn Matsson, Tomas Jonsson, Anders Bäckström, Håkan Nordin, Lars Karlsson, Jan-Åke Danielsson

Útočníci: Håkan Loob, Thomas Rundqvist, Thomas Steen, Peter Elander, Ove Olsson, Per Nilsson, Lars-Gunnar Pettersson, Björn Åkerblom, Patrik Sundström, Matti Pauna, Roland Nyman.
 ČSSR
Brankáři: Ivan Beňo, Jiří Hamal

Obránci: Miloslav Hořava, Zdeněk Albrecht, Kamil Kalužík, Eduard Uvíra, Pavel Setikovský, Juraj Bakoš, Miroslav Majerník

Útočníci: Ján Vodila, Dušan Pašek, Igor Liba, Oldřich Válek, Miroslav Venkrbec, Zdeněk Pata, Josef Metlička, Pavel Jiskra, Otakar Janecký, Petr Fiala, Jiří Dudáček.
 Kanada
Kanadu reprezentoval klub Peterborough Petes (OHA)
Brankáři: Rick LeFerriere, Terry Wright

Obránci: Doug Crossman, Dave Fenyves, Bill Kitchen, Rick Lanz, Larry Murphy, Stuart Smith, Jim Wiemer

Útočníci: Dave Beckon, Terry Bovair, Dino Ciccarelli, Carmine Cirella, Jim Fox, Bill Gardner, Andre Hidi, Yvon Joly, Mark Reeds, Brad Ryder, Sean Simpson.
 SRN
Brankáři: Jürgen Breuer, Peter Zankl

Obránci: Gerhard Alber, Rainer Blum, Michael Eggerbauer, Ulrich Hiemer, Rainer Lutz, Anton Maidl, Michael Schmidt, Bernhard Seyller

Útočníci: Jürgen Adams, Manfred Ahne, Christoph Austen, Franco De Nobili, Klaus Gotsch, Wilhelm Hofer, Ralf Hoja, Georg Holzmann, Jürgen Lechl, Peter Obresa.
 USA
Brankáři: Mark Chiamp, Scott Stoltzner

Obránci: Pat Ethier, Dave Jensen, Barry Mills, Venci Sebek, Dan Vlaisavljevich

Útočníci: John Anderson, Paul Brandrup, Bobby Brooke, Scott Carlston, Win Dahm, Glen Demota, Lexi Doner, Bryan Erickson, Jim Gardner, Brian Mullen, Mike Lauen, Todd Lecy, Julian Vanbiesbrouck.
 Švýcarsko
Brankáři: Kenneth Green, Hans-Rüdi Eberle

Obránci: Peter Baldinger, Fausto Mazzoleni, Marcel Meier, Marco Müller, Philippe Petey, Andreas Ritsch, Ludwig Waidacher

Útočníci: Beat Eggiman, Mauro Foschi, Jakob Gross, Remo Gross, Gabriele Guscetti, Pius-David Kuonen, Henri Loher, Marcel Niederer,Peter Schlagenhauf, Andreas Trümpler, Bernhard Wist.

## Turnajová ocenění
|                            | Brankář      | Obránce            | Obránce            | Útočníci        | Útočníci        | Útočníci        |
| -------------------------- | ------------ | ------------------ | ------------------ | --------------- | --------------- | --------------- |
| Ceny direktoriátu IIHF     | Jari Paavola | Reijo Ruotsalainen | Reijo Ruotsalainen | Vladimir Krutov | Vladimir Krutov | Vladimir Krutov |
| All-Star Tým (podle médií) | Jari Paavola | Tomas Jonsson      | Reijo Ruotsalainen | Håkan Loob      | Igor Larionov   | Vladimir Krutov |

### Produktivita
| Hráč            | G | A | Body |
| --------------- | - | - | ---- |
| Vladimir Krutov | 7 | 4 | 11   |
| Jari Kurri      | 4 | 7 | 11   |
| Håkan Loob      | 7 | 2 | 9    |
| Jan Vodila      | 6 | 2 | 8    |
| Kari Jalonen    | 3 | 5 | 8    |

## Skupina B
Šampionát B skupiny se odehrál v Rakousku, postup na MSJ 1981 si vybojovali domácí Rakušané.

### Skupina A
|    |          | AUT  | NOR  | DEN  | HUN  | V | R | P | Skóre | B |
| 1. | Rakousko | ***  | 2:1  | 8:2  | 19:5 | 3 | 0 | 0 | 29:6  | 6 |
| 2. | Norsko   | 1:2  | ***  | 6:2  | 15:3 | 2 | 0 | 1 | 22:7  | 4 |
| 3. | Dánsko   | 2:8  | 2:6  | ***  | 10:3 | 1 | 0 | 2 | 14:17 | 2 |
| 4. | Maďarsko | 5:19 | 3:15 | 3:10 | ***  | 0 | 0 | 3 | 9:44  | 0 |

### Skupina B
|    |            | POL  | NED | ITA  | FRA  | V | R | P | Skóre | B |
| 1. | Polsko     | ***  | 5:3 | 10:1 | 12:2 | 3 | 0 | 0 | 27:6  | 6 |
| 2. | Nizozemsko | 3:5  | *** | 4:1  | 9:4  | 2 | 0 | 1 | 16:10 | 4 |
| 3. | Itálie     | 1:10 | 1:4 | ***  | 8:2  | 1 | 0 | 2 | 10:16 | 2 |
| 4. | Francie    | 2:12 | 4:9 | 2:8  | ***  | 0 | 0 | 3 | 8:29  | 0 |

### Finále
Rakousko –  Polsko 4:3

### O 3. místo
Norsko –  Nizozemsko 6:3

### O 5. místo
Dánsko –  Itálie 4:2

### O 7. místo
Francie –  Maďarsko 11:2

### Konečné pořadí
1.  Rakousko

2.  Polsko

3.  Norsko

4.  Nizozemsko

5.  Dánsko

6.  Itálie

7.  Francie

8.  Maďarsko